# (3111) Misuzu
(3111) Misuzu (1977 DX8) – planetoida z pasa głównego asteroid okrążająca Słońce w ciągu 3,32 lat w średniej odległości 2,22 j.a. Odkryta 19 lutego 1977 roku.